# Sezon 2016/2017 w curlingu
Zestawienie rozgrywek curlingowych w sezonie 2016/2017, który rozpoczął się w sierpniu 2016 a zakończył w maju 2017.
|                 | Zawody                                                                           | 1.                             | 2.                                  | 3.                                |
| --------------- | -------------------------------------------------------------------------------- | ------------------------------ | ----------------------------------- | --------------------------------- |
|                 | Mistrzostwa Świata Mikstów Kazań, 14 października–22 października 2016           | Aleksandr Kruszelnicki         | Kristian Lindström                  | Cameron Bryсe                     |
|                 | Mistrzostwa Świata w Curlingu na Wózkach Grupy B 2016 Lohja, 4–10 listopada 2016 | Markku Karjalainen             | Aileen Neilson                      | Radoslav Ďuriš                    |
|                 | Mistrzostwa Azji i Strefy Pacyfiku Uiseong, 5–12 listopada 2016                  | Kim Eun-jung                   | Wang Bingyu                         | Satsuki Fujisawa                  |
| Yusuke Morozumi | Mistrzostwa Azji i Strefy Pacyfiku Uiseong, 5–12 listopada 2016                  | Liu Rui                        | Kim Soo-hyuk                        |                                   |
| Polska          | Mistrzostwa Polski Seniorów Warszawa, 11–12 listopada 2016                       | KS Warszowice Waldemar Ząbczyk | POS Łódź Krzysztof Kowalski         | CCC Warszawa Andrzej Janowski     |
| Kanada          | Canadian Mixed Curling Championship Yarmouth, 14–19 listopada 2016               | Trevor Bonot                   | Braden Calvert                      | Wayne Tuck Jr.                    |
|                 | Mistrzostwa Europy 2016 Glasgow, 18–26 listopada 2016                            | Wiktoria Mojseewa              | Anna Hasselborg                     | Eve Muirhead                      |
| Niklas Edin     | Mistrzostwa Europy 2016 Glasgow, 18–26 listopada 2016                            | Thomas Ulsrud                  | Peter de Cruz                       |                                   |
| Kanada          | Travelers Curling Club Championships Kelowna, 20–26 listopada 2016               | Nathalie Gagnon                | Julie O’Neill                       | Tracy Andries                     |
| Kanada          | Travelers Curling Club Championships Kelowna, 20–26 listopada 2016               | Wesley Forget                  | Kory Kohuch                         | Scott Webb                        |
| Kanada          | Canada Cup Brandon, 30 listopada-4 grudnia 2016                                  | Jennifer Jones                 | Rachel Homan                        | Kerri Einarson                    |
| Kanada          | Canada Cup Brandon, 30 listopada-4 grudnia 2016                                  | Reid Carruthers                | Mark Nichols                        | John Epping                       |
|                 | Mistrzostwa świata juniorów gr. B Östersund, 3–9 stycznia 2017                   | Sophie Jackson                 | Dilsat Yildiz                       | Misaki Tanaka                     |
| Wang Zhiyu      | Mistrzostwa świata juniorów gr. B Östersund, 3–9 stycznia 2017                   | Ugurcan Karagoz                | Marco Onnis                         |                                   |
|                 | Continental Cup Las Vegas, 12–15 stycznia 2017                                   | Ameryka Północna               | świat                               | –                                 |
|                 | Challenge Ameryk do mistrzostw świata Duluth, 27–29 stycznia 2017                | Nina Roth                      | Aline Gonçalves                     | –                                 |
| John Shuster    | Challenge Ameryk do mistrzostw świata Duluth, 27–29 stycznia 2017                | Marcelo Mello                  | –                                   |                                   |
| Kanada          | Canadian Junior Curling Championships Victoria, 21–29 stycznia 2017              | Kristen Streifel               | Hailey Armstrong                    | Krysta Burns                      |
| Kanada          | Canadian Junior Curling Championships Victoria, 21–29 stycznia 2017              | Tyler Tardi                    | Matthew Hall                        | Tanner Horgan                     |
|                 | Zimowa Uniwersjada Ałmaty, 29 stycznia-8 lutego 2017                             | Kelsey Rocque                  | Wiktoria Mojseewa                   | Isabella Wranå                    |
| Bruce Mouat     | Zimowa Uniwersjada Ałmaty, 29 stycznia-8 lutego 2017                             | Gustav Eskilsson               | Steffen Walstad                     |                                   |
|                 | Pinty’s All-Star Curling Skins Game Banff, 3–5 lutego 2017                       | Jennifer Jones                 | Valerie Sweeting                    | Chelsea Carey Eve Muirhead        |
| Kevin Koe       | Pinty’s All-Star Curling Skins Game Banff, 3–5 lutego 2017                       | Brad Jacobs                    | Mike McEwen Niklas Edin             |                                   |
| Polska          | Ogólnopolska Olimpiada Młodzieży Krynica-Zdrój, 14–15 lutego 2017                | POS Łódź                       | Gdańsk CC                           | Sopot CC Wa ku’ta                 |
| Polska          | Ogólnopolska Olimpiada Młodzieży Krynica-Zdrój, 14–15 lutego 2017                | CCC Warszawa                   | KS Warszowice                       | POS Łódź                          |
|                 | Mistrzostwa Świata Juniorów Pjongczang, 16–26 lutego 2017                        | Isabella Wranå                 | Sophie Jackson                      | Kristen Streifel                  |
| Ki Jeong Lee    | Mistrzostwa Świata Juniorów Pjongczang, 16–26 lutego 2017                        | Andrew Stopera                 | Magnus Ramsfjell                    |                                   |
| Polska          | Mistrzostwa Polski Par Mieszanych Warszawa, 24–26 lutego 2017                    | Karolina Florek Damian Herman  | Magdalena Wróbel Aleksander Grzelka | Adela Walczak Andrzej Augustyniak |
| Kanada          | Scotties Tournament of Hearts St. Catharines, 18–26 lutego 2017                  | Rachel Homan                   | Michelle Englot                     | Chelsea Carey                     |
|                 | Mistrzostwa Świata w Curlingu na Wózkach Pjongczang, 4–11 marca 2017             | Rune Lorentsen                 | Andriej Smirnow                     | Aileen Neilson                    |
| Kanada          | Tim Hortons Brier St. John’s, 4–12 marca 2017                                    | Brad Gushue                    | Kevin Koe                           | Mike McEwen                       |
| Kanada          | Canadian Senior Curling Championships Fredericton, 18–25 marca 2017              | Sherry Anderson                | Jo-Ann Rizzo                        | Lynne Noble                       |
| Kanada          | Canadian Senior Curling Championships Fredericton, 18–25 marca 2017              | Wade White                     | Howard Rajala                       | Terry Odishaw                     |
|                 | Mistrzostwa Świata Kobiet Pekin, 18–26 marca 2017                                | Rachel Homan                   | Anna Sidorowa                       | Eve Muirhead                      |
| Polska          | Mistrzostwa Polski Juniorów Warszawa, 24–26 marca 2017                           | CCC Warszawa                   | AZS Gliwice                         | CCC Warszawa                      |
| Polska          | Mistrzostwa Polski Juniorów Warszawa, 24–26 marca 2017                           | CCC Warszawa                   | CCC Warszawa                        | KS Warszowice                     |
|                 | Mistrzostwa Świata Mężczyzn Edmonton, 1–9 kwietnia 2017                          | Brad Gushue                    | Niklas Edin                         | Peter de Cruz                     |
| Kanada          | Canadian Mixed Doubles Curling Championship Saskatoon, 5–9 kwietnia 2017         | Courtney/Carruthers            | Homan/Morris                        | Jones/Laing Carey/Hodgson         |
| Polska          | Mistrzostwa Polski Gliwice, 6–9 kwietnia 2017                                    | POS Łódź Marta Szeliga-Frynia  | AZS Gliwice Elżbieta Ran            | AZS Gliwice Marta Pluta           |
| Polska          | Mistrzostwa Polski Gliwice, 6–9 kwietnia 2017                                    | ŚKC Katowice Bartosz Dzikowski | Sopot CC Wa ku’ta Borys Jasiecki    | POS Łódź Aleksander Grzelka       |
|                 | Mistrzostwa Świata Par Mieszanych Lethbridge, 22–29 kwietnia 2017                | Perret/Rios                    | Courtney/Carruthers                 | Wang/Ba                           |
|                 | Mistrzostwa Świata Seniorów Lethbridge, 22–29 kwietnia 2017                      | Colleen Jones                  | Cristina Lestander                  | Jackie Lockhart                   |
| Mats Wranå      | Mistrzostwa Świata Seniorów Lethbridge, 22–29 kwietnia 2017                      | Bryan Cochrane                 | Peter Wilson                        |                                   |
| Kanada          | Canadian Wheelchair Curling Championship Boucherville, 24–30 kwietnia 2017       | Dennis Thiessen                | Jack Smart                          | Benoit Lessard                    |
|                 | Mistrzostwa Europy 2017 – Grupa C Andora, 6–13 maja 2017                         | Oihane Otaegi                  | Marta Szeliga-Frynia                | Daniela Matulová                  |
| Sergio Vez      | Mistrzostwa Europy 2017 – Grupa C Andora, 6–13 maja 2017                         | Eddy Mercier                   | James Russell                       |                                   |

## Eliminacje do Mistrzostw Kanady 2017
| Prowincja                    | Kobiety Scotties Tournament of Hearts                                        | Kobiety Scotties Tournament of Hearts | Mężczyźni Tim Hortons Brier                                                          | Mężczyźni Tim Hortons Brier |
| ---------------------------- | ---------------------------------------------------------------------------- | ------------------------------------- | ------------------------------------------------------------------------------------ | --------------------------- |
| Alberta                      | AB Scotties Tournament of Hearts Calgary, 25–29 stycznia 2017                | Shannon Kleibrink                     | Boston Pizza Cup Camrose, 8–12 lutego 2017                                           | Brendan Bottcher            |
| Jukon                        | Yukon Scotties Tournament of Hearts Whitehorse, 12–15 stycznia 2016          | Sarah Koltun                          | Yukon Men’s Curling Championship Whitehorse, 12–15 stycznia 2016                     | Craig Kochan                |
| Kolumbia Brytyjska           | BC Scotties Tournament of Hearts Duncan, 18–22 stycznia 2017                 | Marla Mallett                         | Canadian Direct Insurance BC Men’s Curling Championship Abbotsford, 8–12 lutego 2017 | John Morris                 |
| Manitoba                     | MB Scotties Tournament of Hearts Winnipeg, 24–29 stycznia 2017               | Michelle Englot                       | Safeway Championship Portage la Prairie, 7–12 lutego 2017                            | Mike McEwen                 |
| Northern Ontario             | NO Scotties Tournament of Hearts Nipigon, 18–22 stycznia 2017                | Krista McCarville                     | The Dominion NO Provincial Men’s Championship Fort William, 8–12 lutego 2017         | Brad Jacobs                 |
| Nowa Fundlandia i Labrador   | NL Scotties Tournament of Hearts St. John’s, 24–29 stycznia 2017             | Stacie Curtis                         | Newfoundland and Labrador Tankard St. John’s, 24–29 stycznia 2017                    | Brad Gushue                 |
| Nowa Szkocja                 | NS Scotties Tournament of Hearts Halifax, 23–27 stycznia 2017                | Mary Mattatall                        | Molson Coors Tankard New Glasgow, 5-9 lutego                                         | Jamie Murphy                |
| Nowy Brunszwik               | NB Scotties Tournament of Hearts Miramichi, 25–29 stycznia 2017              | Melissa Adams                         | Molson Canadian Men’s Provincial Curling Championship Saint John, 8–12 lutego 2017   | Mike Kennedy                |
| Nunavut                      | NU Scotties Tournament of Hearts Iqaluit, 6-8 stycznia 2017                  | Geneva Chislett                       | Nunavut Men’s Curling Championship Iqaluit, 6-8 stycznia 2017                        | Jim Nix                     |
| Ontario                      | ON Scotties Tournament of Hearts Cobourg, 30 stycznia-5 lutego 2017          | Rachel Homan                          | Ontario Tankard Cobourg, 29 stycznia-5 lutego 2017                                   | Glenn Howard                |
| Quebec                       | Championnat Provincial des Coeurs Scotties Saint-Romuald, 7–15 stycznia 2017 | Ève Bélisle                           | Championnat provincial de curling masculin Saint-Romuald, 7–15 stycznia 2017         | Jean-Michel Ménard          |
| Saskatchewan                 | SK Scotties Tournament of Hearts Melville, 24–29 stycznia 2017               | Penny Barker                          | SaskTel Tankard Tisdale, 1-5 lutego 2017                                             | Adam Casey                  |
| Terytoria Północno-Zachodnie | NWT Scotties Tournament of Hearts Fort Smith, 18–23 stycznia 2017            | Kerry Galusha                         | NWT Men’s Curling Championship Fort Smith, 18–23 stycznia 2017                       | Jamie Koe                   |
| Wyspa Księcia Edwarda        | PEI Scotties Tournament of Hearts Summerside, 18–24 stycznia 2017            | Robyn MacPhee                         | PEI Tankard Summerside, 18–24 stycznia 2017                                          | Eddie MacKenzie             |
| Team Canada                  | Scotties Tournament of Hearts 2016 Grande Prairie, 20–28 lutego 2016         | Chelsea Carey                         | Tim Hortons Brier 2016 Ottawa, 5–12 marca 2016                                       | Kevin Koe                   |